# Swift (limbaj de programare)
Swift este un limbaj de programare multiparadigmă, compilat și cu scop general, creat de Chris Lattner în 2010 pentru Apple Inc. și menținut de comunitatea open-source. Construit pe cadrul de compilare open-source LLVM, Swift a fost lansat oficial în iunie 2014 ca înlocuitor al limbajului Objective-C.

## Funcții
Programul Hello, world! în Swift:
```
print
(
"Hello, world!"
)

```

Un aspect important al Swift este capacitatea sa de a folosi ciclul de citire-evaluare-afișare (REPL sau Read-Eval-Print Loop) care îl face mai interactiv, precum Python. REPL-ul adaugă playground-uri ce răspund rapid la modificările de cod sau debugger.

## Istoricul versiunilor
| Versiune Swift | Data lansării      | macOS | Linux | Microsoft Windows |
| -------------- | ------------------ | ----- | ----- | ----------------- |
| 1.0            | 9 septembrie 2014  | da    | nu    | nu                |
| 1.1            | 22 octombrie 2014  | da    | nu    | nu                |
| 1.2            | 8 aprilie 2015     | da    | nu    | nu                |
| 2.0            | 21 septembrie 2015 | da    | nu    | nu                |
| 2.1            | 20 octombrie 2015  | da    | nu    | nu                |
| 2.2            | 21 martie 2016     | da    | da    | nu                |
| 2.2.1          | 3 mai 2016         | da    | da    | nu                |
| 3.0            | 13 septembrie 2016 | da    | da    | nu                |
| 3.0.1          | 28 octombrie 2016  | da    | da    | nu                |
| 3.0.2          | 13 decembrie 2016  | da    | da    | nu                |
| 3.1            | 27 martie 2017     | da    | da    | nu                |
| 3.1.1          | 21 aprilie 2017    | da    | da    | nu                |
| 4.0            | 19 septembrie 2017 | da    | da    | nu                |
| 4.0.2          | 1 noiembrie2017    | da    | da    | nu                |
| 4.0.3          | 5 decembrie 2017   | da    | da    | nu                |
| 4.1            | 29 martie 2018     | da    | da    | nu                |
| 4.1.1          | 4 mai 2018         | nu    | da    | nu                |
| 4.1.2          | 31 mai 2018        | da    | da    | nu                |
| 4.1.3          | 27 iulie 2018      | nu    | da    | nu                |
| 4.2            | 17 septembrie 2018 | da    | da    | nu                |
| 4.2.1          | 30 octombrie 2018  | da    | da    | nu                |
| 4.2.2          | 4 februarie 2019   | nu    | da    | nu                |
| 4.2.3          | 28 februarie 2019  | nu    | da    | nu                |
| 4.2.4          | 29 martie 2019     | nu    | da    | nu                |
| 5.0            | 25 martie 2019     | da    | da    | nu                |
| 5.0.1          | 18 aprilie 2019    | da    | da    | nu                |
| 5.0.2          | 15 iulie 2019      | nu    | da    | nu                |
| 5.0.3          | 30 august 2019     | nu    | da    | nu                |
| 5.1            | 10 septembrie 2019 | da    | da    | nu                |
| 5.1.1          | 11 octombrie 2019  | nu    | da    | nu                |
| 5.1.2          | 7 noiembrie 2019   | da    | da    | nu                |
| 5.1.3          | 13 decembrie 2019  | da    | da    | nu                |
| 5.1.4          | 31 ianuarie 2020   | nu    | da    | nu                |
| 5.1.5          | 9 martie 2020      | nu    | da    | nu                |
| 5.2            | 24 martie 2020     | da    | da    | nu                |
| 5.2.1          | 30 martie 2020     | nu    | da    | nu                |
| 5.2.2          | 15 aprilie 2020    | da    | da    | nu                |
| 5.2.3          | 29 aprilie 2020    | nu    | da    | nu                |
| 5.2.4          | 20 mai 2020        | da    | da    | nu                |
| 5.2.5          | 5 august 2020      | nu    | da    | nu                |
| 5.3            | 16 septembrie 2020 | da    | da    | da                |
| 5.3.1          | 13 noiembrie 2020  | da    | da    | da                |
| 5.3.2          | 15 decembrie 2020  | da    | da    | da                |
| 5.3.3          | 25 ianuarie 2021   | nu    | da    | da                |
| 5.4            | 26 aprilie 2021    | da    | da    | da                |
| 5.4.1          | 25 mai 2021        | nu    | da    | da                |
| 5.4.2          | 28 iunie 2021      | da    | da    | da                |
| 5.4.3          | 9 septembrie 2021  | nu    | da    | da                |
| 5.5            | 20 septembrie 2021 | da    | da    | da                |
| 5.5.1          | 27 octombrie 2021  | da    | da    | da                |
| 5.5.2          | 14 decembrie 2021  | da    | da    | da                |
| 5.5.3          | 9 februarie 2022   | nu    | da    | da                |
| 5.6            | 14 martie 2022     | da    | da    | da                |
| 5.6.1          | 9 aprilie 2022     | nu    | da    | da                |
| 5.6.2          | 15 iunie 2022      | nu    | da    | da                |
| 5.6.3          | 2 septembrie 2022  | nu    | da    | da                |
| 5.7            | 12 septembrie 2022 | da    | da    | da                |
| 5.7.1          | 1 noiembrie 2022   | da    | da    | da                |
| 5.8            | 30 martie 2023     | da    | da    | da                |
| 5.8.1          | 1 iunie 2023       | da    | da    | da                |
| 5.9            | 18 septembrie 2023 | da    | da    | da                |
| 5.9.1          | 19 octombrie 2023  | da    | da    | da                |
| 5.9.2          | 11 decembrie 2023  | da    | da    | da                |
| 5.10           | 5 martie 2024      | da    | da    | da                |
| 5.10.1         | 5 iunie 2024       | da    | da    | da                |
| 6.0            | 16 septembrie 2024 | da    | da    | da                |